# Paxton (Califòrnia)
Paxton és una concentració de població designada pel cens dels Estats Units a l'estat de Califòrnia. Segons el cens del 2000 tenia 21 habitants.

## Demografia
Segons el cens del 2000, Paxton tenia 21 habitants, 9 habitatges, i 5 famílies. La densitat de població era de 23,2 habitants/km².
Dels 9 habitatges en un 44,4% hi vivien nens de menys de 18 anys, en un 44,4% hi vivien parelles casades, en un 11,1% dones solteres, i en un 44,4% no eren unitats familiars. En el 44,4% dels habitatges hi vivien persones soles el 44,4% de les quals corresponia a persones de 65 anys o més que vivien soles. El nombre mitjà de persones vivint en cada habitatge era de 2,33 i el nombre mitjà de persones que vivien en cada família era de 3,4.
Per edats la població es repartia de la següent manera: un 38,1% tenia menys de 18 anys, un 0% entre 18 i 24, un 38,1% entre 25 i 44, un 23,8% de 45 a 60 i un 0% 65 anys o més.
L'edat mediana era de 28 anys. Per cada 100 dones de 18 o més anys hi havia 160 homes.
La renda mediana per habitatge era de 56.250 $ i la renda mediana per família de 56.250 $. Els homes tenien una renda mediana de 43.750 $ mentre que les dones 0 $. La renda per capita de la població era d'11.621 $. Cap de les famílies estaven per davall del llindar de pobresa.

## Poblacions més properes
El següent diagrama mostra les poblacions més properes.